# Líbia a 2004. évi nyári olimpiai játékokon
Líbia a görögországi Athénban megrendezett 2004. évi nyári olimpiai játékok egyik részt vevő nemzete volt. Az országot az olimpián 5 sportágban 8 sportoló képviselte, akik érmet nem szereztek.

## Atlétika
Férfi

| Versenyszám  | Eredmény | Helyezés |     |
| ------------ | -------- | -------- | --- |
| Ali ez-Zájdi | Maraton  | 2:20,31  | 39. |

Női

| Versenyszám     | Előfutam | Előfutam | Előfutam | Elődöntő | Elődöntő | Elődöntő | Döntő   | Döntő    |         |
| Versenyszám     | Idő      | Hely.    | Össz.    | Idő      | Hely.    | Össz.    | Idő     | Helyezés |         |
| --------------- | -------- | -------- | -------- | -------- | -------- | -------- | ------- | -------- | ------- |
| Ruvida el-Hubti | 400 m    | 1:03,57  | 7.       | 42.      | kiesett  | kiesett  | kiesett | kiesett  | kiesett |

## Cselgáncs
Férfi

| Mohammed Ben Száleh | Váltósúly |  | Robert Krawczyk (POL) · 0000-1101 |  |  |  | Richard Hawn (USA) · 0000-1001 | kiesett | kiesett | kiesett |  | helyezetlen |

## Súlyemelés
Férfi

| Versenyszám       | Szakítás | Szakítás | Lökés    | Lökés                    | Összesen                 | Helyezés |         |
| Versenyszám       | Eredmény | Helyezés | Eredmény | Helyezés                 | Összesen                 | Helyezés |         |
| ----------------- | -------- | -------- | -------- | ------------------------ | ------------------------ | -------- | ------- |
| Mohammed es-Stívi | 77 kg    | 155,0    | 11.**    | 180,0                    | 17.*                     | 370,0    | 13.     |
| Hamza Abu Gálija  | 85 kg    | 147,5    | 15.      | érvényes kísérlet nélkül | érvényes kísérlet nélkül | kiesett  | kiesett |

* - egy másik versenyzővel azonos eredményt ért el

** - öt másik versenyzővel azonos eredményt ért el

## Taekwondo
Férfi

| Versenyszám       | Nyolcaddöntő      | Negyeddöntő            | Elődöntő          | Vigaszág első kör | Vigaszág elődöntő              | Bronz- mérkőzés   | Döntő             | Helyezés |    |
| Versenyszám       | Ellenfél Eredmény | Ellenfél Eredmény      | Ellenfél Eredmény | Ellenfél Eredmény | Ellenfél Eredmény              | Ellenfél Eredmény | Ellenfél Eredmény | Helyezés |    |
| ----------------- | ----------------- | ---------------------- | ----------------- | ----------------- | ------------------------------ | ----------------- | ----------------- | -------- | -- |
| Szálem Ezz ed-Dín | Légsúly           | Chu Mu-Yen (TPE) · RSC |                   |                   | Juan Antonio Ramos (ESP) · WDR | kiesett           | kiesett           |          | 7. |

RSC - a játékvezető megállította a mérkőzést

WDR - visszalépett

## Úszás
Férfi

| Versenyszám      | Előfutam   | Előfutam | Előfutam | Elődöntő | Elődöntő | Elődöntő | Döntő   | Döntő    |         |
| Versenyszám      | Idő        | Hely.    | Össz.    | Idő      | Hely.    | Össz.    | Idő     | Helyezés |         |
| ---------------- | ---------- | -------- | -------- | -------- | -------- | -------- | ------- | -------- | ------- |
| Háled el-Gezzávi | 50 m gyors | 27,55    | 6.       | 71.      | kiesett  | kiesett  | kiesett | kiesett  | kiesett |

Női

| Versenyszám  | Előfutam   | Előfutam | Előfutam | Elődöntő | Elődöntő | Elődöntő | Döntő   | Döntő    |         |
| Versenyszám  | Idő        | Hely.    | Össz.    | Idő      | Hely.    | Össz.    | Idő     | Helyezés |         |
| ------------ | ---------- | -------- | -------- | -------- | -------- | -------- | ------- | -------- | ------- |
| Amíra Edráhi | 50 m gyors | 34,67    | 3.       | 72.      | kiesett  | kiesett  | kiesett | kiesett  | kiesett |